# Larry Miller (Leichtathlet)
Larry R. Miller (* 23. Juli 1963 in Dominica) ist ein ehemaliger antiguanischer Leichtathlet. Er trat bei den Olympischen Sommerspielen 1984 in Los Angeles und den Olympischen Sommerspielen 1988 in Seoul an.

## Leben
Miller wurde in Dominica geboren und verbrachte den größten Teil seiner Kindheit in Antigua. Später wurde er adoptiert und besuchte die Highschool in South Dakota an der Freeman Academy. Er hält den Staatsrekord für South Dakota im 400-Meter-Lauf mit 47,8 s.
Miller kehrte später nach Antigua zurück und nahm für Antigua und Barbuda an den Olympischen Spielen 1984 teil. Er lief im Wettkampf über 200 m und in den Staffeln über 4 × 100 m (mit Anthony Henry, Lester Benjamin und Alfred Browne) und 4 × 400 m (mit Alfred Browne, Howard Lindsay und Dale Jones).
1988 trat er erneut an, zusammen mit Alfred Browne, Howard Lindsay und St. Clair Soleyne über 4 × 100 m und mit Alfred Browne, Howard Lindsay und Oral Selkridge über 4 × 400 m. Weiters trat er auch bei den Panamerikanischen Spielen an.
Miller erhielt ein Stipendium an der Yale University, wo er einen Master sowohl in Wirtschaftswissenschaft als auch in Politikwissenschaft erwarb. Miller war Captain des Yale Track Team und gewann drei Titel Outdoor und einen Titel Indoor Heptagonal und brach dabei den Rekord über 600 Yards. Außerdem hält er verschiedene nationale Leichtathletikrekorde in den Vereinigten Staaten.